# Fidati ancora di me
Fidati ancora di me è un singolo della cantante italiana Alessandra Amoroso, pubblicato il 17 marzo 2017 come quinto estratto dal quinto album in studio Vivere a colori. Il brano è stato scritto dal cantautore siciliano Daniele Magro (cantautore)

## Descrizione
Nel presentare in anteprima il singolo, la cantante ha lasciato un messaggio:

## Video musicale
Il video, diretto da Mauro Russo, è stato pubblicato in anteprima il 17 marzo 2017 su Vevo e in seguito anche sul canale YouTube della cantante. In esso vengono mostrate varie storie collegate dal sentimento finale della fiducia e dell'amore che riesce a superare qualsiasi difficoltà ed ostacolo.

## Formazione
- Alessandra Amoroso – voce
- Fabrizio Ferraguzzo – chitarra acustica ed elettrica, basso
- Andrea Polidori – batteria
- Roberto Cardelli – tastiera, pianoforte, organo Hammond
- Daniele Magro (cantautore) cori

## Classifiche
| Classifica (2017) | Posizione massima |
| ----------------- | ----------------- |
| Italia            | 99                |